# Valérie Maës
Pour les articles homonymes, voir Maes.
Valérie Maës est une actrice française.

## Filmographie

### Actrice

#### Cinéma
- 1997 : L'homme idéal de Xavier Gélin
- 1998 : Paparazzi d'Alain Berberian
- 1998 : Petits désordres amoureux d'Olivier Péray
- 2000 : La Mécanique des femmes de Jérôme de Missolz
- 2001 : Absolument fabuleux de Gabriel Aghion
- 2002 : Femme fatale de Brian De Palma
- 2003 : La vie d'artiste de Benoît Finck
- 2004 : La question de l’Etranger d'Hubert Attal
- 2008 : Pig de Bosilka Simonovitch
- 2009 : The Beast Notes de Keja Ho Kramer
- 2009 : De plaisir de Catherine Abecassis
- 2009 : Dans le décor d'Olivier Volcovici
- 2010 : Moi, autobiographie, 16eme version de Pierre Merejkowsky
- 2010 : Comme un chien de Benoît Delépine
- 2010 : Ascolta ! de Stephen Dwoskin
- 2011 : Le dernier Kodachrome de Jacques Burtin
- 2011 : Chroniques sexuelles d'une famille d'aujourd'hui de Jean-Marc Barr & Pascal Arnold
- 2012 : Les Funérailles de Marcel Hanoun au Père-Lachaise à Paris de Gérard Courant
- 2012 : Le dialogue des ombres de Jacques Burtin
- 2013 : Garçonne de Nicolas Sarkissian
- 2013 : Permission de Ninon Brétécher
- 2014 : The smell of us de Larry Clark
- 2018 : Voices de Daniella Marxer

### Télévision
- 1996 : Une femme contre l'ordre de Didier Albert
- 1997 : Une femme en blanc d'Aline Issermann
- 1997 : Justice de femme de Claude-Michel Rome
- 1998 : Décollage immédiat d'Aline Isserman
- 1999 : Les Mômes de Patrick Volson
- 1999 : Famille de cœur de Gérard Vergez
- 2001 : L'oiseau rare de Didier Albert
- 2001 : Mère, fille : Mode d'emploi de Thierry Binisti
- 2003 : Le Dirlo de Patrick Volson
- 2003 : Le juge est une femme
- 2005 : Les Cordier, juge et flic de Michaël Perrotta
- 2009 : Profilage d'Alexandre Laurent

### Voix-off
- 2010 : Los Angeles « Le secret » de Hubert Attal
- 2010 : Traces
- 2012 : San Francisco « Le contretemps » de Hubert Attal
- 2017 : Peliculas Fronteristas de Pierre-Paul Puljiz
- 2017 : La Folle histoire de Mel Brooks de Hubert Attal
- 2018 : Choppers, Let’s Ride de Pierre-Paul Puljiz
- 2019 : Roues libres (Pilote) de Stephan Guilhou & Pat Marcel
- 2022 : Women on the Road de Raphaëlle Gosse-Gardet & Samuel Zlatoff

### Réalisatrice
- 2010 : Traces, co-réalisation avec Stéphane Elmadjian
- 2017 : Cinéastes en exil Documentaire, co-réalisation avec Pierre-Paul Puljiz
- 2020 : L’Acmé

### Directrice de casting
- 2009 : Dans le décor - Olivier Volcovici
- 2010 : Robert Mitchum est mort - Olivier Babinet & Fred Kihn
- 2011 : Jean-Luc persécuté - Emmanuel Laborie
- 2012 : Königsberg - Philipp Mayrhofer
- 2015 : De toi à moi - Daniella Marxer

## Auteur
- 2010 : On nous crache tout - Stephane Elmadjian / Mediapart
- 2010 : Traces - Louvre/Arte
- 2017 : Peliculas Fronterista de Pierre-Paul Puljiz / Ciné+
- 2020 : Ce qui arrive et ce qu'on attend (Album de screenshot, en cours)
- 2020: Tu nous imagines debout (en cours)

## Installations
- 2016 : Altar de La Santa Muerte - au Silencio Club - Vidéo : A Ghostly Presence
- 2016 : Santa Muerte, Vierge des oubliés - à la Galerie Rue Antoine (Album screenshot : Santa Close To Death)

## Chargée de cours
- 2012-2017: Correctrice des épreuves d'analyse de films à La Fémis

## Documentaliste
- 2015 : El Cine Enmascarado - Pierre-Paul Puljiz / Ciné+
- 2016 : Santa Muerte, Vierge des Oubliés - Pierre-Paul Puljiz / France Télévisions|France Télévision
- 2019 : Madrapour - Jeanne Biras
- 2020 : Le Livre noir, Recueil collectif - Catherine Coquio